# Parafia Matki Bożej Królowej Polski w Tetyniu
Parafia pod wezwaniem Matki Bożej Królowej Polski w Tetyniu – parafia rzymskokatolicka należąca do dekanatu Banie, archidiecezji szczecińsko-kamieńskiej, metropolii szczecińsko-kamieńskiej. Prowadzą ją księża chrystusowcy (TChr). Siedziba parafii mieści się w Tetyniu pod numerem 63.

## Kościół parafialny
Kościół Matki Bożej Królowej Polski w Tetyniu

## Kościoły filialne i kaplice
- Kościół Miłosierdzia Bożego w Trzeborzu[1]
- Kościół Wniebowzięcia Najświętszej Maryi Panny w Załężu[1]